# 초롱이의 옛날여행
《초롱이의 옛날여행》은 한국의 역사적 위인들을 소재로 한 교육용 만화영화를 말한다. 한국방송공사와 애니메이션 전문제작업체인 세영동화/세영애니텔이 공동으로 제작하였다. 1995년에는 《역사만화 한국위인전》이라는 제목의 비디오로 출시되었다. 가수 이상우가 주제가를 불렀으며, KBS 2TV에서 방송편성했으나, 방송순서고지는 정용실 아나운서가 맡았다.

## 목소리 출연
- 초롱이: 이재경
- 해설: 최흘
- 김정호, 문익점, 사명대사, 이항복 외 다수: 김환진
- 이순신 외 다수: 김민석
- 우덕순, 김구: 홍시호
- 고종: 故 박상훈
- 일본경찰, 할아버지: 문관일
- 안중근의 부하, 이토 히로부미, 백범 김구의 비서: 유제상
- 안중근의 아버지, 안두희: 박홍식
- 우장춘: 설영범
- 유관순: 정미숙

## 방영 목록
1993년
1994년

## 결방 사유
- 12월 31일 : 퀴즈 탐험 신비의 세계 연말특집 (18:30 ~ 19:50)